# Xot eurasiàtic
|  | Per a altres significats, vegeu xot (llac salat) i ovella |

El xot eurasiàtic, xot, xut (també designa l'òliba comuna i altres ocells nocturns), mussol, duc petit o petit duc (xonca a l'Alguer), cornudet o miula al País Valencià (Otus scops) o miloca (Otus vulgaris), és una espècie d'ocell de la família dels estrígids (Strigidae). El seu estat de conservació es considera de risc mínim.
És el més petit de tots els estrigiformes i també l'únic autènticament migrador dels Països Catalans. La denominació «xot» es fa extensiva a la resta d'espècies del gènere Otus. No s'ha de confondre amb el xot de les Filipines (Otus megalotis), un altre ocell de la família dels estrígids i de gènere Otus.

## Morfologia
Ateny fins a 20 cm de longitud, la seua envergadura no excedeix de 50 cm i no pesa més de 100 g.

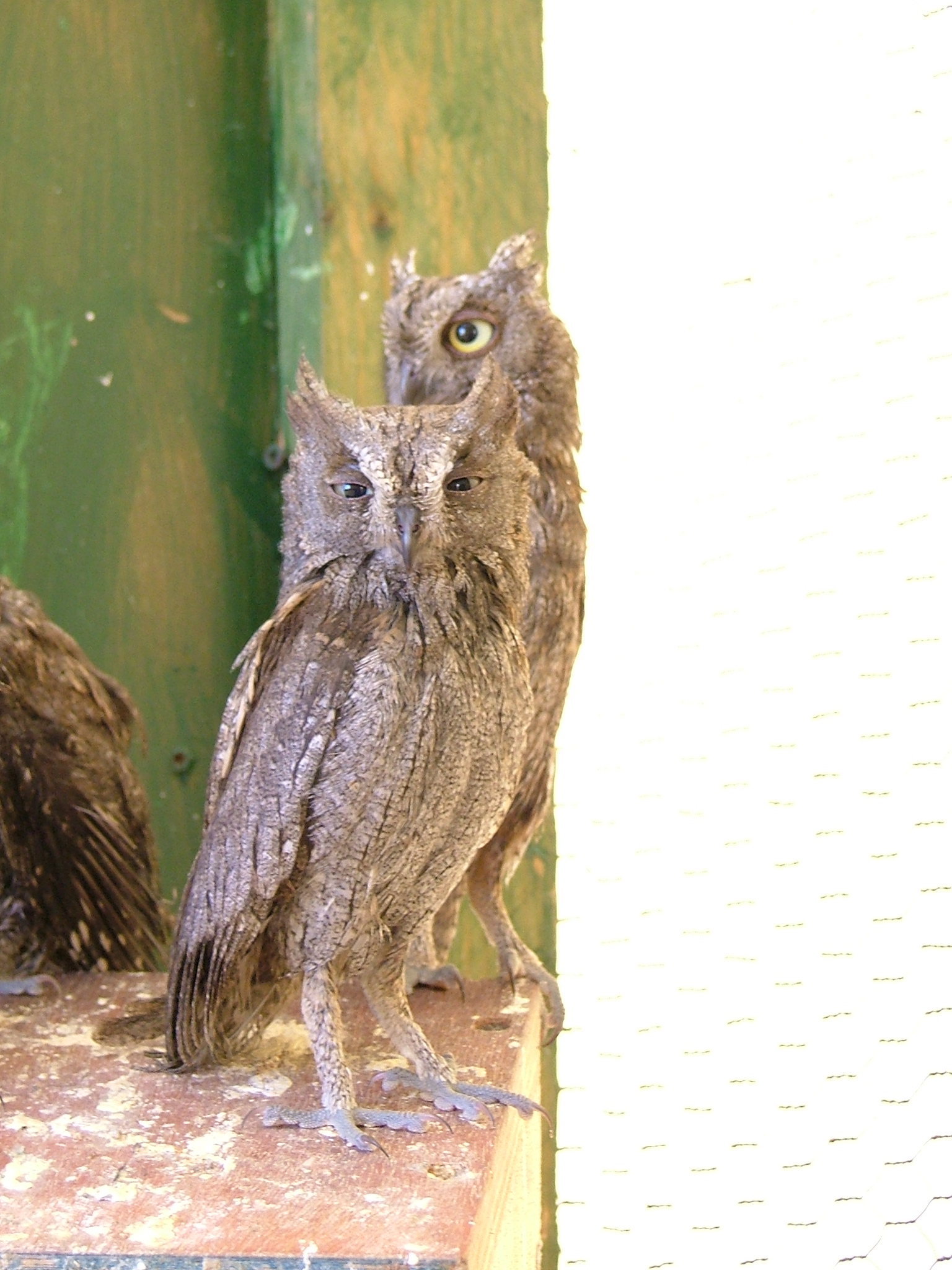
Parella de xots fotografiats a Grècia.

El plomatge, que és de tons grisos cendrosos amb clapes blanques, presenta nombroses llistes i vermiculacions negres, que es distribueixen per tot el cos. Tanmateix, com el gamarús, també pot exhibir una altra fase de coloració, en la qual dominen les tonalitats brunenques (fase bruna). D'altra banda, la lliurea dels joves és encara més bigarrada i críptica que la dels adults.
Les extremitats, tret dels dits, també són recobertes de plomissol.
El cap, que és arrodonit, llueix dos plomalls de color bru grisós, semblants a orelles, que són molt poblats però de dimensions reduïdes. Aquestes falses orelles, segons sembla, tenen una funció disruptora. En efecte, quan s'amaga de dia entre el brancam, a causa del seu color homocrom es confon fàcilment amb l'escorça del tronc, però, a més a més, els plomalls el fan, alhora, semblant a una branca, amb la qual cosa aconsegueix de passar totalment desapercebut dels seus depredadors.
El disc facial, de tons apagats, és limitat inferiorment per un bec corbat de color negre blavós i que apareix recobert, en gran part, per les plomes nasals, que són fines com cerres.
Els ulls, dirigits cap endavant, són de color groc daurat.

## Ecologia
El seu cant, d'un to oclusiu i aflautat, la repeteix insistentment i monòtonament durant les nits estiuenques, i s'assembla molt a la que emet el tòtil (Alytes obstetricans).

El xot és un migrant transsaharià, que només fa estada als Països Catalans durant l'estiu, tot i que, a la costa, algun exemplar també hi roman a l'hivern.
Sovinteja en bosquets de la plana, en els boscos de ribera, en rases i fondals humits. També és freqüent en feixes arbrades i en parcs i jardins, on s'instal·la molt sovint, prop de les cases. Es localitza des de la plana fins a la muntanya, llevat dels boscos situats a les zones més altes.
És fonamentalment insectívor i captura preferentment escarabats, llagostes i papallones nocturnes, però també caça alguns rosegadors i pollets d'ocells.
Per la seua tasca insectívora és un ocell que pot resultar útil per a l'ésser humà i s'inclou en les espècies protegides per la llei.
Nia sempre en forats, generalment en els d'arbres i soques velles, encara que, de vegades, aprofita nius vells de pigots (Picus i Dencodrocopos). També pot fer-ho en forats d'alerons, de murs i d'escletxes.